# Hódmezővásárhelyi FC
A Hódmezővásárhely Futball Club, egy 1996-ban alapított magyar labdarúgóklub. Székhelye Hódmezővásárhelyen található. A csapat jelenleg az Nb3 Dél-Keleti csoportjában szerepel. Az elődje 1912-ben alakult meg  “Munkás” – Hódmezővásárhely Munkás Testedző Egyesület (HMTE) néven. Az első meccsét a szegedi MTE ellen játszotta augusztus 11-én. A két világháború között több futballcsapatot is működtető kisebb sportklub is alakult, illetve egyesült (HTK, VAC, SAS, VTK, Bercsényi, Téglagyár, NOR-COC). 1923. május 20-án átadták az Erzsébet-kertben a Munkás új pályáját. 1927-re elkészül a 800 férőhelyes fedett tribün is. Az első komolyabb sikert 1947-ben éri el a klub,de sajnos nem sikerül feljutni az NB2-be miután a Csongrádi Barátság csapatától kikap. 1949-ben újabb két Hódmezővásárhelyi klub egyesül és így létre jön a Hódmezővásárhelyi Szakszervezeti Munkás Testedző Egyesület. 
1961-ben a csapat megszűnik, majd MEDOSZ néven folytatják tovább a megyei bajnokságban. 1974-ben egyesül a HÓDGÉP és a METRIPOND csapata is és HMSE néven a megyei első osztályban kell kezdenie. A klub színei piros-kékre változik. A klub fennállása legnagyobb sikerét 1981-ben érte el, ekkor az NB II 3.helyén zárt. 
1984-ben újra nevet változtat a klub: METRIPOND SE mely masszív másodosztályú csapattá vált. 1991-ben megszűnik Metripond SE is majd megalakul a HLC, mely öt évig funkcionált.

## Játékosok
| Mezszám       | Név                   | Szül.év (kor) |
| ------------- | --------------------- | ------------- |
| Kapusok       |                       |               |
| 1             | Deczki Máté           | 2000.05.05    |
| 12            | Füstös Krisztián      | 1998.06.21.   |
| 33            | Hegyes Gergő          | 2006.04.13    |
| Védők         |                       |               |
| 3             | Molnár Bence          | 2000.12.27    |
| 4             | Vastag Richárd        | 1999.09.11.   |
| 9             | Hunya Krisztián       | 1991.07.15.   |
| 14            | Orosz Márk            | 2000.09.30.   |
| 18            | Antman Joshua         | 2000.05.04.   |
| 17            | Zabari Dávid          | 1996.01.02    |
| Középpályások |                       |               |
| 15            | Povázsai Zsolt        | 1998.01.15    |
| 20            | Szabó Péter           | 1991.10.21    |
| 21            | Hegedűs Martin        | 1996.10.21    |
| 7             | Tapiska Géza          | 2000.02.25    |
| 22            | Barta Norbert         | 2000.07.15    |
| 8             | Schildkraut Krisztián | 2001.01.25.   |
| 6             | Erhardt Dominik       | 2005.08.04.   |
| Támadók       |                       |               |
| 10            | Bata Kristóf Nándor   | 1998.02.06.   |
| 16            | Pesuth Simon          | 2004.08.02    |
| 19            | Fődi Zsolt            | 2004.06.24    |
| 11            | Kenderesi Dávid       | 2002.01.12    |
| 13            | Irmes Dávid           | 1996.05.25    |

## Sikerek
Csongrád megyei labdarúgó-bajnokság (első osztály)
- Bajnok: 2014-15

Csongrád megyei labdarúgó-bajnokság (másodosztály)
- Bajnok: 1994-95

## Bajnoki múlt
- 1997. NB III Alföld csoport: 10. hely.
- 1998. NB III Alföld csoport: 5. hely. Az Astra helyén megalakul a Hódmezővásárhelyi Futball Club (HFC).
- 1999. NB III Alföld csoport: 4. hely.
- 2000. NB III Alföld csoport: 2. hely.
- 2001. NB III Alföld csoport: 9. hely.
- 2002. nyara: az egyesület anyagi csődbe megy majd új klubvezetéssel és HFC néven folytatja a Csongrád megyei III. osztály, B csoport: 7.hely.
- 2003. Csongrád megyei III. osztály, B csoport: 2.hely.
- 2004. Csongrád megyei III. osztály, B-csoport: 5.hely.
- 2005. Csongrád megyei III. osztály, B-csoport: 3.hely.
- 2006. Csongrád megyei III. osztály, C-csoport: 1.hely.
- 2007. Csongrád megyei III. osztály, Tisza-Maros csoport: 1.hely.
- 2008. Csongrád megyei II. osztály: 11. hely
- 2009. NB III Alföld csoport: 6. hely.
- 2010. NB III Alföld csoport: 7. hely.
- 2011. NB III Alföld csoport: 10. hely.
- 2012. NB III Alföld csoport: 11. hely.  Ebben az évben megkezdődik a stadion felújítása.
- 2013. NB III Alföldi csoport: 14.hely.
- 2014. Csongrád megyei I. osztály: 6.hely.  A füves pályák felújítása befejeződik és átadják az új 60x40méteres világítással ellátott műfüves pályát.
- 2015. Csongrád megyei I. osztály: 1.hely.  Az új öltöző épület átadásra kerül és elkészül a nagy műfüves pálya borításának cseréje valamint a 64×44 méteres új műfüves pálya.
- 2016. Nemzeti Bajnokság III, Közép csoport: 15.hely.
- 2017. Nemzeti Bajnokság III, Közép csoport: 5.hely.
- 2018. Nemzeti Bajnokság III, Közép csoport: 14.hely.
- 2019. Nemzeti Bajnokság III, Közép csoport: 14.hely.